# Colonel Claypool's Bucket of Bernie Brains
I Colonel Claypool's Bucket of Bernie Brains (o C2B3) sono stati un supergruppo statunitense di rock sperimentale formato dal bassista Les Claypool, dal chitarrista Buckethead, dal tastierista Bernie Worrell e dal batterista Bryan "Brain" Mantia.

## Storia
La collaborazione tra i quattro musicisti cominciò nel 2002 al Bonnaroo Music and Arts Festival. Bernie Worrell, Bryan Mantia e Buckethead si trovavano al festival per esibirsi, assieme al bassista Bill Laswell, con i Praxis. Laswell però non fu in grado di suonare al concerto, quindi Les Claypool li invitò a fare una jam session assieme a lui. Da lì nacque l'idea di formare il gruppo. La formazione passò sotto il nome di Colonel Claypool's Bucket of Bernie Brains, una combinazione dei nomi dei quattro componenti. I loro concerti erano interamente basati sull'improvvisazione, senza nessun materiale preparato precedentemente né alcuna prova prima dell'esibizione.
Nel 2004 la formazione si riunì per registrare l'album The Big Eyeball in the Sky, pubblicato il 21 settembre di quell'anno e composto da undici brani. Al fine di promuovere il disco, il gruppo intraprese una tournée negli Stati Uniti d'America a partire dal 24 settembre; secondo Claypool, il tour fu «uno spettacolo viaggiante di burattini più grandi del normale generato dai personaggi di un film di Tobe Hooper e composto da Danny Elfman sotto cattivi acidi».

## Formazione
- Les Claypool – voce, basso
- Buckethead – chitarra elettrica
- Bernie Worrell – tastiere
- Brain – batteria

## Discografia

### Album in studio
- 2004 – The Big Eyeball in the Sky

### Apparizioni
- 2003 – Bonnaroo, Vol. 2 (contiene il brano dal vivo Number Two)
- 2004 – Concrete Corner: October Sampler 2004 (contiene il brano Junior)

## Videografia
- 2003 – Bonnaroo Music Festival 2002
- 2005 – 5 Gallons of Diesel